# 弘前バンド

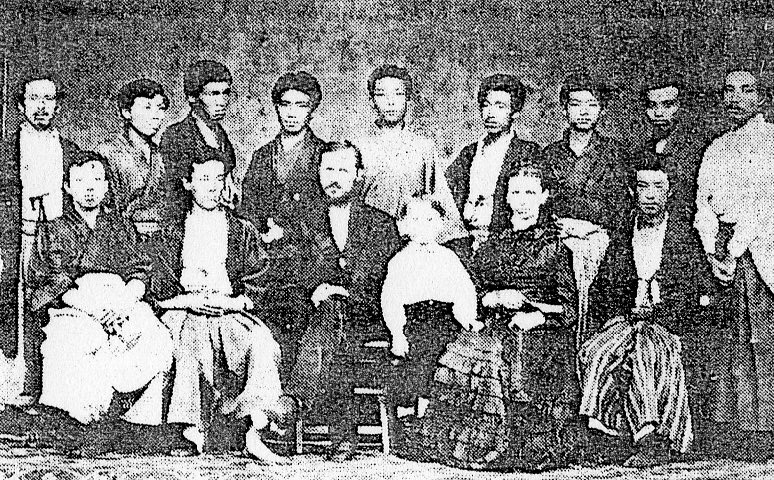
弘前公会で洗礼を受けた14名で結成された弘前バンドの集合写真

弘前バンド（ひろさきバンド）は青森県弘前市の弘前公会（現・日本基督教団弘前教会）で始まった青森県の初期のメソジスト派のキリスト教信徒たちの集団をさす言葉である。

## 歴史

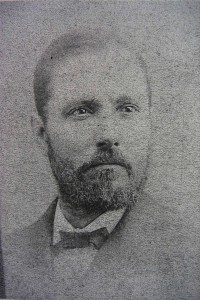
弘前バンドの指導者メソジスト派の宣教師ジョン・イング

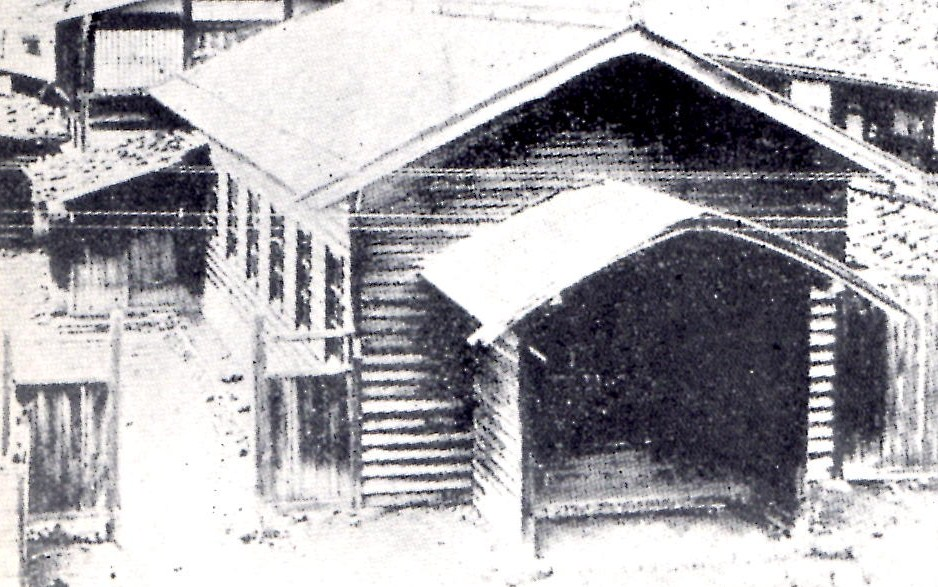
弘前バンドの発祥地の弘前教会

メソジスト派キリスト教のアメリカ人宣教師ジョン・イングと元弘前藩士で横浜バンドの本多庸一の協力により、1875年（明治8年）6月6日に8人が洗礼を受けた、弘前公会を設立した。10月には学生を中心として22名が洗礼を受ける。
1876年（明治9年）には美以教会に加盟する。この頃に始められた弘前公会で日曜学校が開始される。十数年後に組織化し青森県初のミッションスクール来徳女学校（現・弘前学院大学）を設立する。
イングは1878年（明治11年）まで東奥義塾に教師として在任する。東奥義塾の校主菊池九郎や菊池の母親きく子、本多庸一の妻本多みよ子など、35人がイングから洗礼を受けた。大部分は東奥義塾の教員と学生であった。
1886年（明治19年）本多庸一が仙台美以教会（現・日本基督教団仙台五橋教会）に転出するまで、55人が洗礼を受けた。
弘前バンドのメンバーは、青森県各地に講義所を開設し、信徒らが交代で説教を担当した。1878年（明治11年）には黒石講義所（現・日本基督教団黒石教会）、1879年（明治12年）には青森講義所（現・日本基督教団青森教会）を開設し、1886年（明治19年）藤崎村に講義所（現・日本基督教団藤崎教会）を開設した。
弘前バンドのメンバーはキリスト教伝道、教育、政治、産業、文化などの様々な分野で活躍した。

## メンバー
- 菊池九郎（東奥義塾の校主）
- 菊池きく子（菊池九郎の母親）
- 本多みよ子（本多庸一の先妻）
- 本多斎（本多庸一の弟）
- 山鹿元次郎
- 古坂啓之助
- 沢井弘之助
- 山鹿旗之進
- 山田寅之助
- 長谷川朝吉
- 脇山義保
- 伊藤春山[2]
- 菊池軍之助（菊池九郎の弟）
- 川村敬三
- 佐藤愛麿
- 珍田捨巳